# Danilo Gallinari
Danilo Gallinari (Sant'Angelo Lodigiano, 8 agosto 1988) è un cestista italiano, di ruolo ala grande, professionista nella BSN con i Vaq. de Bayamón.
Con la nazionale italiana ha partecipato ai campionati europei 2011 e 2015, ai campionati mondiali del 2019 e ai giochi olimpici di Tokyo 2020.

## Biografia
È figlio di Vittorio Gallinari, ex giocatore tra le altre di Olimpia Milano e Virtus Bologna, e cugino di Giacomo Devecchi, anch'egli ex giocatore di Milano e Dinamo Sassari. Dopo il diploma nel 2007 all'Istituto Studium di Milano, decide di proseguire i suoi studi iscrivendosi all'Università Cattolica del Sacro Cuore. Nel 2010 pubblica il suo libro autobiografico dal titolo: Da zero a otto, scritto insieme al giornalista e telecronista Flavio Tranquillo. È apparso inoltre sulla copertina dell'edizione italiana del videogioco NBA 2K17.

### Vita privata
È padre di due figli, nati dalla relazione con la giornalista sportiva e presentatrice televisiva Eleonora Boi, originaria di Cagliari, con cui è sposato.

## Caratteristiche tecniche
Gioca nel ruolo di ala, è un giocatore molto completo offensivamente con un ottimo tiro da 3 punti e dalla media distanza, dispone di una buona visione di gioco e di un ottimo ball-handling per la sua stazza.

## Carriera

### Serie A
Dopo aver militato nelle giovanili di alcune squadre del lodigiano e del milanese (tra le quali Borghebasket '91, Basket Lodi, Milano3, e Basket Ombriano) Gallinari esordisce a 16 anni nella Serie B d'Eccellenza 2004-2005 con la maglia del Casalpusterlengo; dove colleziona complessivamente 28 presenze.
Rilevato dall'Olimpia Milano nel 2005, viene ceduto in prestito al Edimes Pavia dove, nonostante un brutto infortunio, vince il titolo di miglior giocatore italiano del Campionato di Legadue grazie anche ai 14,3 punti di media a partita. La formula del prestito prevedeva la possibilità per Gallinari di disputare con l'Olimpia Milano alcune partite dell'Eurolega 2005-06; fa pertanto il suo esordio in Eurolega il 17 novembre 2005 nella sfida contro il Prokom.
Nella stagione 2006-07 fa parte della rosa dell'Olimpia Milano sponsorizzata Armani Jeans. Con i lombardi conquista i play-off, terminati in semifinale con la sconfitta contro la Virtus Pallacanestro Bologna. Gallinari chiude la stagione con la conquista del premio come miglior giocatore under-22 del campionato.
La stagione 2007-08 lo vede chiudere al primo posto nella classifica dei migliori realizzatori italiani, con 508 punti totali. Conquista i play-off con Milano; la squadra viene eliminata ancora in semifinale, dalla Mens Sana Siena.
Il 23 aprile 2008 si dichiara eleggibile per il draft NBA. Il giorno successivo riceve il Rising Star Trophy, premio destinato al miglior giocatore under-22 dell'Eurolega, selezionato dai 24 allenatori delle formazioni che hanno preso parte all'edizione 2007-08 della massima competizione europea per club. Gallinari chiude la stagione europea con 14,9 punti di media a partita, divenendo il miglior realizzatore dell'Olimpia Milano e tra i primi tre nelle classifiche di rimbalzi, palle recuperate e stoppate della formazione biancorossa.
Il 30 aprile 2008 vince il premio di miglior giocatore della stagione regolare del campionato italiano. Nella votazione della giuria composta da giornalisti, allenatori e capitani, l'ala ha preceduto Gianmarco Pozzecco e Shaun Stonerook.
Il 20 settembre 2011 torna ufficialmente all'Olimpia Milano, stipulando un accordo valido fino al termine del lockout NBA 2011. Gioca la sua prima partita il 9 ottobre contro la Pallacanestro Varese, realizzando 12 punti. In dicembre fa il suo ritorno ai Nuggets visto l'inizio, seppur ritardato, della stagione NBA.

### NBA (2008-2024)

#### New York Knicks (2008-2011)

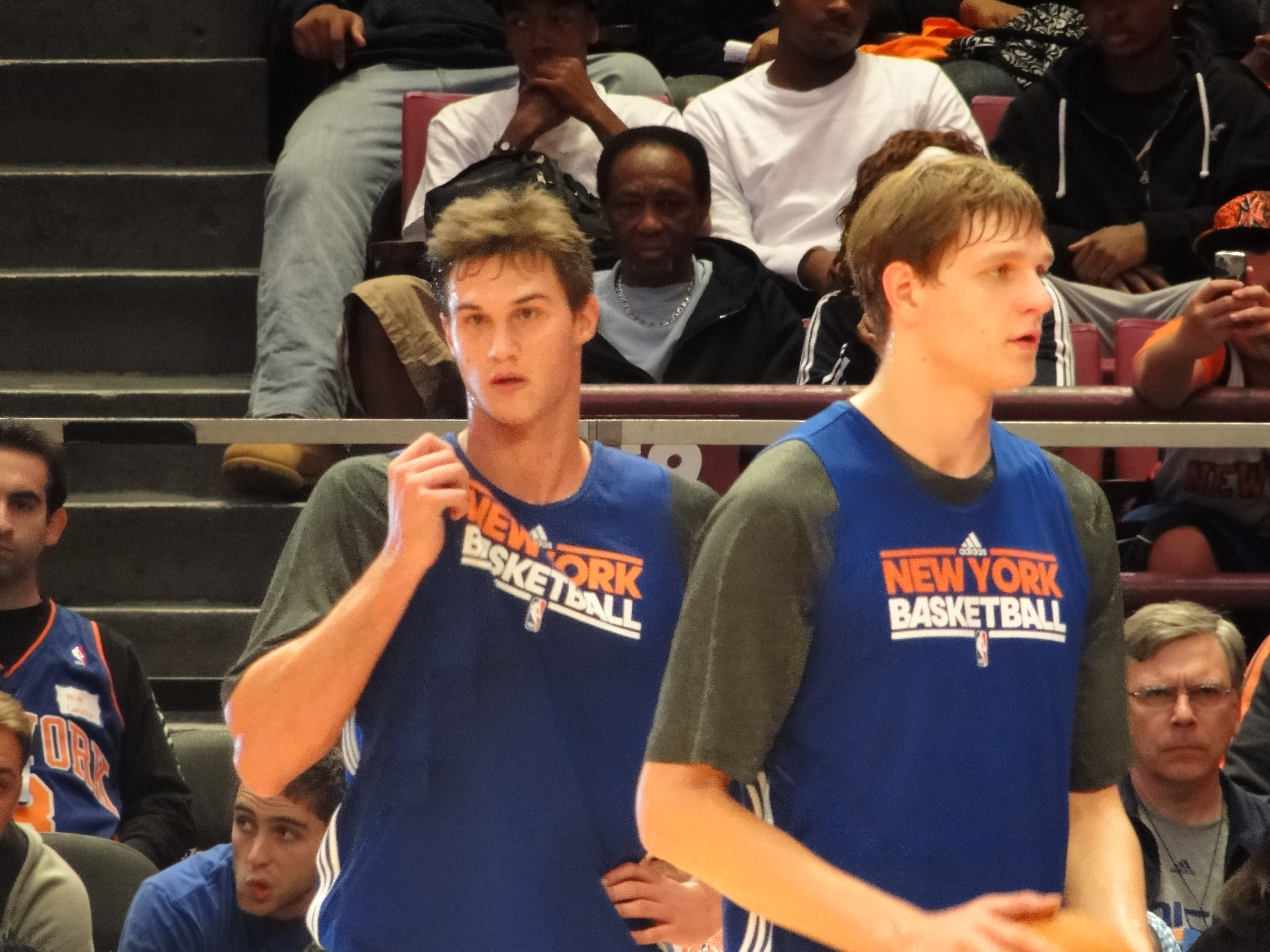
Gallinari e Mozgov in riscaldamento con i New York Knicks nel 2009

Il 27 giugno 2008 viene scelto dai New York Knicks del neo-coach Mike D'Antoni come sesta scelta assoluta al draft NBA. Fischiato dal pubblico di casa presente al Madison Square Garden, nella sua prima conferenza stampa da giocatore dei Knicks dichiara: «Toccherà a me guadagnarmi gli applausi. Sono contentissimo. New York mi ricorda Milano, questa per me è la soluzione migliore». Gallinari è stato l'unico giocatore non statunitense scelto tra i primi diciannove rookie; ha scelto l'8 come numero di maglia (numero che aveva sempre avuto nelle sue esperienze passate e che considera il proprio numero fortunato, essendo nato l'8/8/1988).
Dopo un'estate costellata di problemi alla schiena, il 30 ottobre fa il suo esordio in NBA a Miami contro gli Heat. Tuttavia dopo due sole partite, il riaggravarsi dei problemi alla schiena lo costringe a un lungo stop. Il 17 gennaio 2009 torna in campo contro i Philadelphia 76ers, mettendo a segno 6 punti, 1 assist e 1 stoppata nei suoi 16 minuti in campo.

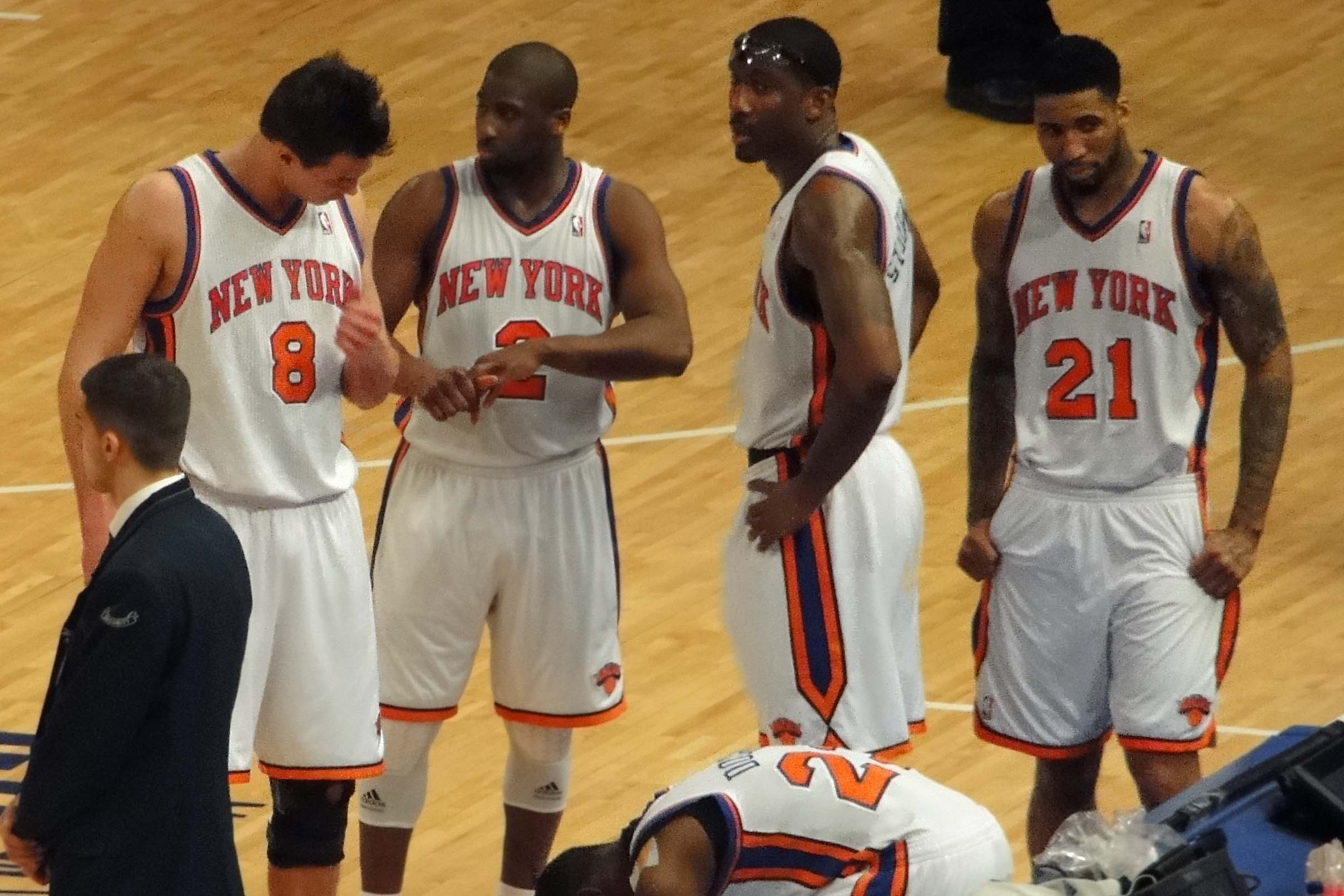
Gallinari, Felton, Stoudemire e Chandler ai Knicks nel 2011

Nella sua seconda stagione ai Knicks disputa complessivamente 81 incontri, di cui 74 da titolare. Il 27 gennaio 2010 viene selezionato per la NBA Rookie Challenge, primo evento dell'All-Star Weekend 2010. Viene inoltre selezionato per il Three-point Shootout, essendo al primo posto nella classifica NBA dei tiri da tre.

#### Denver Nuggets (2011-2017)
Il 22 febbraio 2011 viene ceduto dai Knicks ai Denver Nuggets, in uno scambio che vede coinvolti otto giocatori (tra questi anche Carmelo Anthony). Esordisce con i Nuggets il 23 febbraio 2011, nella vittoria casalinga contro i Boston Celtics; Gallinari mette a referto 2 punti, 4 rimbalzi e 3 stoppate in 19 minuti di gioco. Due giorni dopo, resta in campo per 42 minuti nella sfida persa al supplementare contro i Portland Trail Blazers; è il migliore della propria squadra: realizza 30 punti e 9 rimbalzi. In maglia Nuggets disputa 14 partite di stagione regolare, di cui 12 da titolare. Nella sua prima partita assoluta di play-off fa registrare 18 punti, 4 rimbalzi e 2 assist contro gli Oklahoma City Thunder. In totale disputa 5 gare di play-off, per un totale di 147 minuti e 60 punti realizzati.
Gallinari, rientrato a Denver dopo le sue vacanze estive trascorse a Ischia e dopo aver giocato a Milano mentre l'NBA era ferma per il lockout, il 21 gennaio 2012 stabilisce il suo nuovo record di punti in NBA con 37 punti con 8/16 da 2, 1/3 da 3, 18/20 nei liberi in 51:42 minuti giocati contro i New York Knicks e permettendo una vittoria della sua squadra al secondo tempo supplementare.

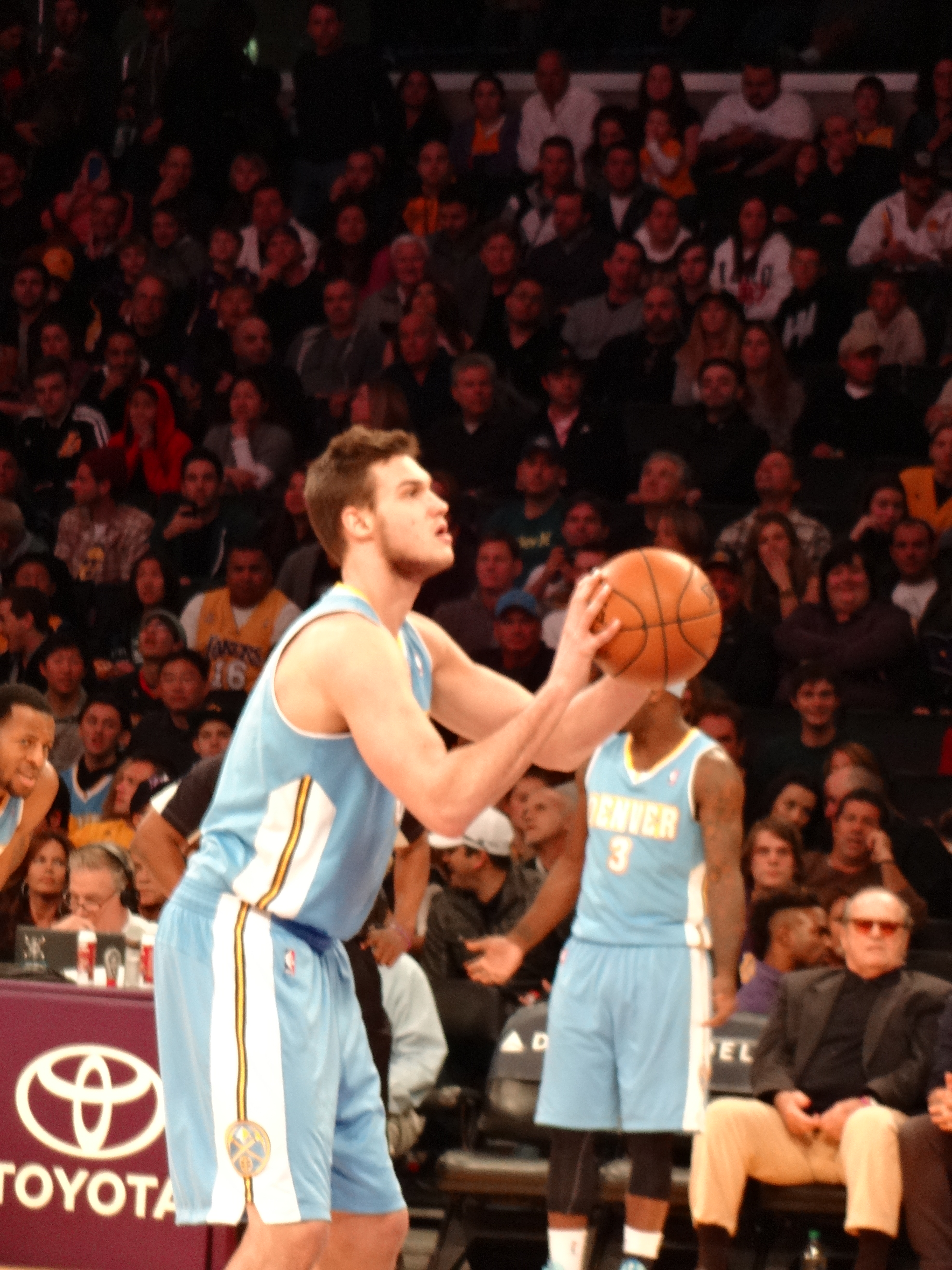
Gallinari al tiro con i Denver Nuggets allo Staples Center nel 2013

Il 28 dicembre 2012 migliora il suo record di punti in NBA, mettendone a referto 39 con 14/23 dal campo, 7/11 da 3, 4/4 nei liberi in 34 minuti a casa dei Dallas Mavericks. Il 5 aprile 2013 subisce un brutto infortunio durante una partita contro i Dallas Mavericks, riportando la rottura del legamento crociato anteriore del ginocchio sinistro che lo costringerà a saltare tutta la stagione successiva.
Il 22 marzo 2015 migliora ancora il suo career high, segnando 40 punti contro i Magic a Orlando con 6/8 da 2, 6/13 da 3, 10/11 ai liberi, accompagnati da 7 rimbalzi, 4 assist, 3 palle rubate e 2 stoppate. I Denver Nuggets vincono 119-100 e Gallinari viene eletto uomo-partita. L'11 aprile 2015, nella partita tra Dallas Mavericks e Denver Nuggets, dopo due supplementari segna 47 punti, il suo massimo storico in carriera e record assoluto per un giocatore italiano in NBA. Gallinari ha tirato anche con ottime percentuali, tra cui 7/12 da tre punti (58,3 per cento) e 10/10 ai tiri liberi (100 per cento). Gallinari ha anche preso 9 rimbalzi e fatto 2 assist. Al termine della regular season i Nuggets non riescono a qualificarsi per i play-off, Il Gallo chiude la stagione con 12,4 punti di media in 24,2 minuti.

#### Los Angeles Clippers (2017-2019)
Il 6 luglio 2017 Gallinari, attraverso una trade a tre tra Clippers, Hawks e Nuggets, approda alla città degli angeli, con un'offerta da 65 milioni di dollari in tre anni, che lo rende lo sportivo italiano più pagato al mondo nel 2017.
Con i Clippers, dopo un primo anno 15,3 punti di media, nel secondo tiene una media di 19,8 punti con cui aiuta la squadra a tornare ai play-off. dove escono al primo turno contro Golden State per 4-2.

#### Oklahoma City Thunder (2019-2020)
Il 10 luglio 2019 viene ufficializzato uno scambio che porta Gallinari (oltre a Shai Gilgeous-Alexander e prime scelte non protette) agli Oklahoma City Thunder in cambio di Paul George. Disputa una delle migliori stagioni della sua carriera toccando i 18,7 punti di media nelle 62 partite di regular season. Ai play-off esce al primo turno contro gli Houston Rockets di James Harden e Russell Westbrook che vincono la serie 4-3. Al termine della stagione, con il termine del suo contratto, lascia la squadra e diventa free agent.

#### Atlanta Hawks (2020-2022)
Il 24 novembre 2020 firma un triennale da 61,5 milioni di dollari con gli Atlanta Hawks. Sceglie di vestire la maglia numero 8. Con gli Hawks ricopre per la prima volta in carriera il ruolo di sesto uomo, uscendo dalla panchina.
Il 24 febbraio 2021 segna 10 triple su 12 nella partita vinta 127-112 contro i Boston Celtics, migliorando così i record di franchigia e personale per triple segnate in una partita.
La franchigia della Georgia chiude la regular season al 5º posto ad est con un record di 41 vittorie e 31 sconfitte. Nei playoff gli Hawks sconfiggono dapprima i New York Knicks per 4-2, consentendo così al Gallo di vincere la prima serie di playoff della sua carriera NBA, e successivamente approdano alle finali della Eastern Conference grazie alla vittoria per 4 a 3 contro i Philadelphia 76ers. Proprio in gara 7 il giocatore italiano realizza una delle giocate più importanti della sua carriera, rubando il pallone a Joel Embiid e andando a schiacciare per il +6 Hawks a 44 secondi dalla fine. Gli Hawks verranno poi sconfitti in 6 gare dai Milwaukee Bucks futuri campioni NBA, anche a causa dell'infortunio subito dalla loro stella Trae Young.

#### Boston Celtics (2022-2023)
Il 30 giugno 2022 viene inserito in una trade con i San Antonio Spurs, insieme a diverse prime scelte al draft, per Dejounte Murray e Jock Landale. L'8 luglio successivo Gallinari viene tagliato dalla franchigia texana.
Il 12 luglio seguente, il cestista si accorda per due anni con i Boston Celtics. Tuttavia, nell'agosto dello stesso anno riporta la rottura del legamento crociato anteriore del ginocchio sinistro durante un incontro con la Nazionale, trovandosi dunque costretto a saltare l'intera stagione 2022-2023.
Nonostante ciò, nel giugno del 2023 Gallinari esercita ufficialmente l'opzione per il secondo anno del suo contratto con i Celtics, per un cifra stimata intorno ai 6,8 milioni di dollari.

#### Washington Wizards (2023-2024)
Il 23 giugno passa ai Washington Wizards nell'ambito di una trade a tre squadre con i Boston Celtics e i Memphis Grizzlies. Qui trova poco spazio, ma torna a giocare dopo un anno di stop.

#### Detroit Pistons (2024)
Il 14 gennaio 2024 si trasferisce ai Detroit Pistons dopo essere stato oggetto, insieme a Mike Muscala, di una trade tra quest'ultimi e i Washington Wizards. Il 1º febbraio mette in mostra le sue qualità con una prestazione da 20 punti, 3 rimbalzi, 2 assist, 1 palla rubata e 100% 3FG (4/4) ma, il 9 febbraio, stesso giorno dell'arrivo del connazionale Simone Fontecchio, è stato tagliato dal roster dopo aver giocato solo 6 partite.

#### Milwaukee Bucks (2024)
Il 16 febbraio 2024 firma per i Milwaukee Bucks, ritrovando Doc Rivers come suo coach.

### Porto Rico con i Vaqueros de Bayamón (2025-)
Il 22 gennaio 2025, Danilo Gallinari annuncia la firma con i Vaqueros de Bayamón di Porto Rico.

### Nazionale

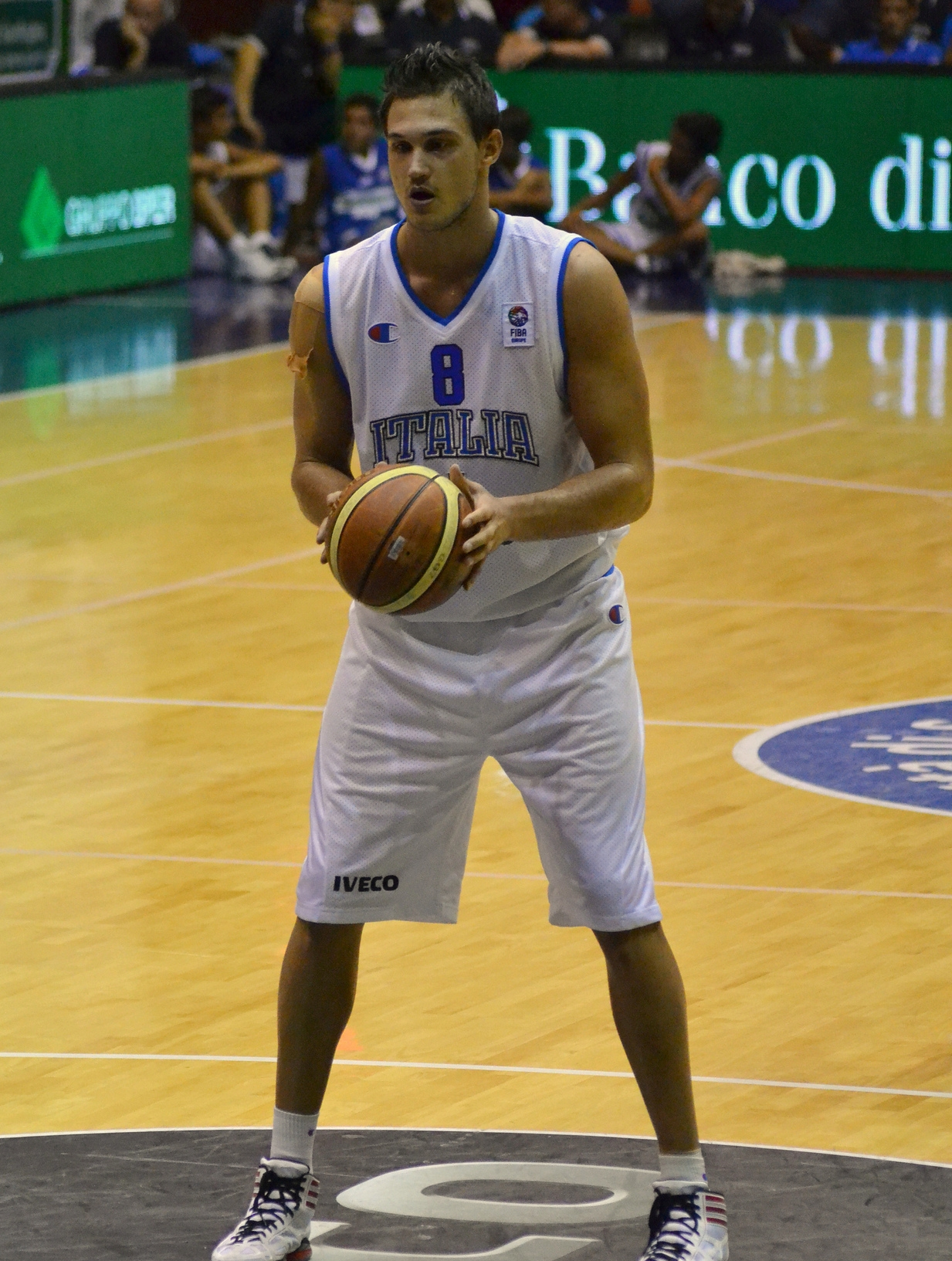
Gallinari con la maglia della nazionale italiana

Convocato per la prima volta in nazionale dal coach Carlo Recalcati per l'All-Star Game del 2006 disputato a Torino, si è aggiudicato la gara del tiro da tre punti battendo in finale Mike Jordan.
Gallinari è stato convocato per altre gare amichevoli disputate dalla nazionale, ma ha dovuto rinunciare agli Europei 2007 a causa di un infortunio occorso durante la preparazione estiva con la nazionale. Successivi infortuni gli hanno impedito di prendere parte anche alle gare di qualificazione agli Europei 2009.
Il 29 luglio 2011 è ritornato in nazionale dopo quattro anni di assenza, nella sfida vinta contro la Macedonia del Nord in occasione del Trofeo Gianatti di Bormio. Ha successivamente preso parte agli Europei 2011 svoltisi in Lituania.
Nel 2015 partecipa con la Nazionale italiana agli Europei. La squadra arriva ai quarti di finale, dove viene sconfitta dalla Lituania.
Nel 2016 partecipa al torneo di qualificazione di Torino per le Olimpiadi di Rio de Janeiro ma il 9 luglio viene battuto in finale dalla Croazia.
Il 30 luglio 2017, durante un'amichevole di preparazione a EuroBasket 2017 contro i Paesi Bassi, reagisce a una gomitata ad altezza viso dell'avversario Jito Kok colpendolo con un pugno al volto. Nell'occasione viene espulso e si frattura il primo metacarpo della mano destra ed è costretto a saltare la manifestazione continentale.
Nel 2024 è convocato dal CT Gianmarco Pozzecco per il primo raduno in vista del torneo Preolimpico.

## Statistiche
| * | Primo nella lega |

### Italia

#### Stagione regolare
| Anno      | Squadra          | PG  | PT | MP   | TC%  | 3P%  | TL%  | RP  | AP  | PRP | SP  | PP   |
| --------- | ---------------- | --- | -- | ---- | ---- | ---- | ---- | --- | --- | --- | --- | ---- |
| 2004-2005 | Casalpusterlengo | 28  | -  | -    | -    | -    | -    | -   | -   | -   | -   | -    |
| 2005-2006 | Pall. Pavia      | 16  | 15 | 29,4 | 62,1 | 46,6 | 83,1 | 3,3 | 0,8 | 2,0 | 0,6 | 14,3 |
| 2006-2007 | Olimpia Milano   | 33  | 32 | 25,6 | 52,6 | 30,4 | 81,9 | 3,9 | 1,0 | 1,7 | 0,2 | 10,9 |
| 2007-2008 | Olimpia Milano   | 29  | 28 | 33,9 | 50,3 | 40,5 | 85,6 | 5,7 | 1,3 | 1,9 | 0,5 | 17,5 |
| 2011-2012 | Olimpia Milano   | 8   | 1  | 21,5 | 50,0 | 22,7 | 80,0 | 5,4 | 1,6 | 1,6 | 0,5 | 10,9 |
| Carriera  | Carriera         | 114 | 76 | 21,6 | 52,6 | 37,7 | 84,2 | 3,4 | 0,9 | 1,4 | 0,3 | 10,4 |

#### Play-off
| Anno     | Squadra        | PG | PT | MP   | TC%  | 3P%  | TL%  | RP  | AP  | PRP | SP  | PP   |
| -------- | -------------- | -- | -- | ---- | ---- | ---- | ---- | --- | --- | --- | --- | ---- |
| 2007     | Olimpia Milano | 8  | 8  | 29,4 | 43,9 | 28,0 | 83,0 | 3,6 | 0,9 | 2,1 | 0,8 | 11,5 |
| 2008     | Olimpia Milano | 8  | 8  | 36,9 | 57,6 | 40,5 | 82,1 | 6,5 | 1,5 | 1,8 | 0,3 | 18,1 |
| Carriera | Carriera       | 16 | 16 | 33,1 | 52,0 | 35,5 | 82,7 | 5,1 | 1,2 | 1,9 | 0,5 | 14,8 |

### NBA

#### Regular Season
| Anno      | Squadra          | PG  | PT  | MP   | TC%  | 3P%  | TL%  | RP  | AP  | PRP | SP  | PP   |
| --------- | ---------------- | --- | --- | ---- | ---- | ---- | ---- | --- | --- | --- | --- | ---- |
| 2008-2009 | N.Y. Knicks      | 28  | 2   | 14,7 | 44,8 | 44,4 | 96,3 | 2,0 | 0,5 | 0,5 | 0,1 | 6,1  |
| 2009-2010 | N.Y. Knicks      | 81  | 74  | 33,9 | 42,3 | 38,1 | 81,8 | 4,9 | 1,7 | 0,9 | 0,7 | 15,1 |
| 2010-2011 | N.Y. Knicks      | 48  | 48  | 34,8 | 41,5 | 34,7 | 89,3 | 4,8 | 1,7 | 0,8 | 0,4 | 15,9 |
| 2010-2011 | Denver Nuggets   | 14  | 12  | 30,9 | 41,2 | 37,0 | 77,2 | 5,4 | 1,6 | 0,9 | 0,6 | 14,7 |
| 2011-2012 | Denver Nuggets   | 43  | 40  | 31,4 | 41,4 | 32,8 | 87,1 | 4,7 | 2,7 | 1,0 | 0,5 | 14,6 |
| 2012-2013 | Denver Nuggets   | 71  | 71  | 32,5 | 41,8 | 37,3 | 82,2 | 5,2 | 2,5 | 0,9 | 0,5 | 16,2 |
| 2013-2014 | Denver Nuggets   | -   | -   | -    | -    | -    | -    | -   | -   | -   | -   | -    |
| 2014-2015 | Denver Nuggets   | 59  | 27  | 24,2 | 40,1 | 35,5 | 89,5 | 3,7 | 1,4 | 0,8 | 0,3 | 12,4 |
| 2015-2016 | Denver Nuggets   | 53  | 53  | 34,7 | 41,0 | 36,4 | 86,8 | 5,3 | 2,5 | 0,8 | 0,4 | 19,5 |
| 2016-2017 | Denver Nuggets   | 63  | 63  | 33,9 | 44,7 | 38,8 | 90,2 | 5,1 | 2,1 | 0,6 | 0,2 | 18,2 |
| 2017-2018 | L.A. Clippers    | 21  | 21  | 32,0 | 39,8 | 32,4 | 93,1 | 4,8 | 2,0 | 0,6 | 0,5 | 15,3 |
| 2018-2019 | L.A. Clippers    | 68  | 68  | 30,3 | 46,3 | 43,3 | 90,4 | 6,1 | 2,6 | 0,7 | 0,3 | 19,8 |
| 2019-2020 | Oklahoma Thunder | 62  | 62  | 29,6 | 43,8 | 40,5 | 89,3 | 5,2 | 1,9 | 0,7 | 0,1 | 18,7 |
| 2020-2021 | Atlanta Hawks    | 51  | 4   | 24,0 | 43,4 | 40,6 | 92,5 | 4,1 | 1,5 | 0,6 | 0,2 | 13,3 |
| 2021-2022 | Atlanta Hawks    | 66  | 18  | 25,3 | 43,4 | 38,1 | 90,4 | 4,7 | 1,5 | 0,4 | 0,2 | 11,7 |
| 2022-2023 | Boston Celtics   | -   | -   | -    | -    | -    | -    | -   | -   | -   | -   | -    |
| 2023-2024 | Wash. Wizards    | 26  | 0   | 14,8 | 43,5 | 31,3 | 83,9 | 2,9 | 1,2 | 0,2 | 0,1 | 7,0  |
| 2023-2024 | Detroit Pistons  | 6   | 0   | 15,0 | 54,5 | 58,3 | 87,5 | 2,3 | 2,0 | 0,3 | 0,3 | 8,7  |
| 2023-2024 | Milwaukee Bucks  | 17  | 0   | 9,1  | 37,8 | 17,6 | 88,9 | 1,1 | 0,7 | 0,4 | 0,1 | 2,8  |
| Carriera  | Carriera         | 777 | 563 | 28,8 | 42,8 | 38,1 | 87,6 | 4,7 | 1,9 | 0,7 | 0,3 | 14,9 |

#### Play-off
| Anno     | Squadra          | PG | PT | MP   | TC%  | 3P%  | TL%  | RP  | AP  | PRP | SP  | PP   |
| -------- | ---------------- | -- | -- | ---- | ---- | ---- | ---- | --- | --- | --- | --- | ---- |
| 2011     | Denver Nuggets   | 5  | 5  | 29,6 | 43,2 | 46,7 | 71,4 | 3,4 | 2,0 | 0,8 | 0,0 | 12,0 |
| 2012     | Denver Nuggets   | 7  | 7  | 31,7 | 36,2 | 17,4 | 91,7 | 5,1 | 2,4 | 0,7 | 0,6 | 13,4 |
| 2019     | L.A. Clippers    | 6  | 6  | 33,5 | 35,1 | 30,2 | 84,8 | 6,2 | 2,7 | 1,3 | 0,2 | 19,8 |
| 2020     | Oklahoma Thunder | 7  | 7  | 30,3 | 40,5 | 32,4 | 96,7 | 5,4 | 1,0 | 0,7 | 0,1 | 15,0 |
| 2021     | Atlanta Hawks    | 18 | 0  | 24,6 | 42,5 | 40,5 | 94,2 | 3,9 | 0,8 | 0,3 | 0,2 | 12,8 |
| 2022     | Atlanta Hawks    | 5  | 3  | 22,2 | 40,0 | 26,7 | 100* | 4,2 | 0,8 | 0,2 | 0,0 | 10,2 |
| 2024     | Milwaukee Bucks  | 3  | 0  | 12,3 | 50,0 | 0,0  | 75,0 | 3,0 | 0,7 | 0,0 | 0,0 | 3,7  |
| Carriera | Carriera         | 51 | 28 | 26,9 | 39,6 | 33,8 | 89,7 | 4,5 | 1,4 | 0,6 | 0,2 | 13,2 |

### Massimi in carriera
- Massimo di punti: 47 vs Dallas Mavericks (10 aprile 2015)[54]
- Massimo di rimbalzi: 18 vs Los Angeles Clippers (24 novembre 2015)
- Massimo di assist: 8 (4 volte)
- Massimo di palle rubate: 5 vs Los Angeles Lakers (1º gennaio 2012)
- Massimo di stoppate: 4 (2 volte)
- Massimo di minuti giocati: 52 vs New York Knicks (21 gennaio 2012)

### Eurolega
| Anno      | Squadra        | PG | PT | MP   | TC%  | 3P%  | TL%  | RP  | AP  | PRP | SP  | PP   |
| --------- | -------------- | -- | -- | ---- | ---- | ---- | ---- | --- | --- | --- | --- | ---- |
| 2005-2006 | Olimpia Milano | 1  | 0  | 2,3  | 0,0  | 0,0  | -    | 0,0 | 0,0 | 0,0 | 0,0 | 0,0  |
| 2007-2008 | Olimpia Milano | 11 | 11 | 31,7 | 42,0 | 31,8 | 78,1 | 4,2 | 1,7 | 1,5 | 0,4 | 14,9 |
| 2011-2012 | Olimpia Milano | 7  | 2  | 28,3 | 40,6 | 26,7 | 75,3 | 4,4 | 1,1 | 0,7 | 0,4 | 16,4 |
| Carriera  | Carriera       | 19 | 13 | 28,9 | 41,3 | 29,3 | 76,6 | 4,1 | 1,4 | 1,1 | 0,4 | 14,7 |

### Cronologia presenze e punti in Nazionale
| Cronologia completa delle presenze e dei punti in Nazionale - Italia | Cronologia completa delle presenze e dei punti in Nazionale - Italia | Cronologia completa delle presenze e dei punti in Nazionale - Italia | Cronologia completa delle presenze e dei punti in Nazionale - Italia | Cronologia completa delle presenze e dei punti in Nazionale - Italia | Cronologia completa delle presenze e dei punti in Nazionale - Italia | Cronologia completa delle presenze e dei punti in Nazionale - Italia | Cronologia completa delle presenze e dei punti in Nazionale - Italia |
| Data                                                                 | Città                                                                | In casa                                                              | Risultato                                                            | Ospiti                                                               | Competizione                                                         | Punti                                                                | Note                                                                 |
| -------------------------------------------------------------------- | -------------------------------------------------------------------- | -------------------------------------------------------------------- | -------------------------------------------------------------------- | -------------------------------------------------------------------- | -------------------------------------------------------------------- | -------------------------------------------------------------------- | -------------------------------------------------------------------- |
| 23/12/2006                                                           | Torino                                                               | Italia                                                               | 102 - 63                                                             | All Star Team                                                        | All Star Game Lega Basket 2006                                       | 11                                                                   | [ 55 ]                                                               |
| 29/07/2007                                                           | Bormio                                                               | Italia                                                               | 77 - 59                                                              | Turchia                                                              | Amichevole                                                           | 10                                                                   | [ 56 ]                                                               |
| 31/07/2007                                                           | Bormio                                                               | Italia                                                               | 86 - 65                                                              | Austria                                                              | Amichevole                                                           | 8                                                                    | [ 57 ]                                                               |
| 01/08/2007                                                           | Bormio                                                               | Italia                                                               | 81 - 70                                                              | Croazia                                                              | Amichevole                                                           | 2                                                                    | [ 58 ]                                                               |
| 03/08/2007                                                           | Bormio                                                               | Italia                                                               | 86 - 54                                                              | Australia                                                            | Amichevole                                                           | 12                                                                   | [ 59 ]                                                               |
| 04/08/2007                                                           | Bormio                                                               | Italia                                                               | 72 - 66                                                              | Croazia                                                              | Amichevole                                                           | 14                                                                   | [ 60 ]                                                               |
| 12/08/2007                                                           | Cagliari                                                             | Italia                                                               | 88 - 57                                                              | Rep. Ceca                                                            | Amichevole                                                           | 8                                                                    | [ 61 ]                                                               |
| 13/08/2007                                                           | Cagliari                                                             | Italia                                                               | 83 - 73                                                              | Lettonia                                                             | Amichevole                                                           | 6                                                                    | [ 62 ]                                                               |
| 29/07/2011                                                           | Bormio                                                               | Italia                                                               | 89 - 70                                                              | Macedonia                                                            | Amichevole                                                           | 15                                                                   | [ 63 ]                                                               |
| 30/07/2011                                                           | Bormio                                                               | Italia                                                               | 80 - 74                                                              | Bulgaria                                                             | Amichevole                                                           | 20                                                                   | [ 64 ]                                                               |
| 13/08/2011                                                           | Rimini                                                               | Italia                                                               | 67 - 61                                                              | Polonia                                                              | Amichevole                                                           | 9                                                                    | [ 65 ]                                                               |
| 14/08/2011                                                           | Rimini                                                               | Italia                                                               | 82 - 73                                                              | Grecia                                                               | Amichevole                                                           | 17                                                                   | [ 66 ]                                                               |
| 23/08/2011                                                           | Atene                                                                | Italia                                                               | 74 - 71                                                              | Bulgaria                                                             | Torneo Acropolis 2011                                                | 16                                                                   | [ 67 ]                                                               |
| 24/08/2011                                                           | Atene                                                                | Italia                                                               | 102 - 63                                                             | Brigham Young University                                             | Torneo Acropolis 2011                                                | 21                                                                   | [ 68 ]                                                               |
| 25/08/2011                                                           | Atene                                                                | Grecia                                                               | 81 - 82 dts                                                          | Italia                                                               | Torneo Acropolis 2011                                                | 23                                                                   | [ 69 ]                                                               |
| 31/08/2011                                                           | Šiauliai                                                             | Serbia                                                               | 80 - 68                                                              | Italia                                                               | EuroBasket 2011 - Fase a gironi                                      | 15                                                                   | [ 70 ]                                                               |
| 01/09/2011                                                           | Šiauliai                                                             | Italia                                                               | 62 - 76                                                              | Germania                                                             | EuroBasket 2011 - Fase a gironi                                      | 17                                                                   | [ 71 ]                                                               |
| 02/09/2011                                                           | Šiauliai                                                             | Lettonia                                                             | 62 - 71                                                              | Italia                                                               | EuroBasket 2011 - Fase a gironi                                      | 7                                                                    | [ 72 ]                                                               |
| 04/09/2011                                                           | Šiauliai                                                             | Italia                                                               | 84 - 91                                                              | Francia                                                              | EuroBasket 2011 - Fase a gironi                                      | 18                                                                   | [ 73 ]                                                               |
| 05/09/2011                                                           | Šiauliai                                                             | Israele                                                              | 96 - 95 dts                                                          | Italia                                                               | EuroBasket 2011 - Fase a gironi                                      | 19                                                                   | [ 74 ]                                                               |
| 15/08/2012                                                           | Sassari                                                              | Italia                                                               | 97 - 45                                                              | Portogallo                                                           | Qual. Euro 2013                                                      | 10                                                                   | [ 75 ]                                                               |
| 18/08/2012                                                           | Chomutov                                                             | Rep. Ceca                                                            | 53 - 63                                                              | Italia                                                               | Qual. Euro 2013                                                      | 13                                                                   | [ 76 ]                                                               |
| 21/08/2012                                                           | Sassari                                                              | Italia                                                               | 78 - 69                                                              | Turchia                                                              | Qual. Euro 2013                                                      | 16                                                                   | [ 77 ]                                                               |
| 24/08/2012                                                           | Minsk                                                                | Bielorussia                                                          | 63 - 84                                                              | Italia                                                               | Qual. Euro 2013                                                      | 19                                                                   | [ 78 ]                                                               |
| 30/08/2012                                                           | Coimbra                                                              | Portogallo                                                           | 70 - 82                                                              | Italia                                                               | Qual. Euro 2013                                                      | 18                                                                   | [ 79 ]                                                               |
| 02/09/2012                                                           | Trieste                                                              | Italia                                                               | 68 - 56                                                              | Rep. Ceca                                                            | Qual. Euro 2013                                                      | 10                                                                   | [ 80 ]                                                               |
| 05/09/2012                                                           | Kayseri                                                              | Turchia                                                              | 82 - 83                                                              | Italia                                                               | Qual. Euro 2013                                                      | 19                                                                   | [ 81 ]                                                               |
| 08/09/2012                                                           | Trieste                                                              | Italia                                                               | 83 - 58                                                              | Bielorussia                                                          | Qual. Euro 2013                                                      | 16                                                                   | [ 82 ]                                                               |
| 14/08/2015                                                           | Tbilisi                                                              | Italia                                                               | 82 - 63                                                              | Lettonia                                                             | Amichevole                                                           | 22                                                                   | [ 83 ]                                                               |
| 15/08/2015                                                           | Tbilisi                                                              | Italia                                                               | 85 - 61                                                              | Estonia                                                              | Amichevole                                                           | 8                                                                    | [ 84 ]                                                               |
| 16/08/2015                                                           | Tbilisi                                                              | Georgia                                                              | 67 - 87                                                              | Italia                                                               | Amichevole                                                           | 17                                                                   | [ 85 ]                                                               |
| 21/08/2015                                                           | Capodistria                                                          | Italia                                                               | 86 - 72                                                              | Finlandia                                                            | Amichevole                                                           | 18                                                                   | [ 86 ]                                                               |
| 22/08/2015                                                           | Capodistria                                                          | Italia                                                               | 75 - 77                                                              | Ucraina                                                              | Amichevole                                                           | 9                                                                    | [ 87 ]                                                               |
| 28/08/2015                                                           | Trieste                                                              | Italia                                                               | 91 - 90                                                              | Georgia                                                              | Amichevole                                                           | 14                                                                   | [ 88 ]                                                               |
| 29/08/2015                                                           | Trieste                                                              | Italia                                                               | 90 - 69                                                              | Michigan State Spartans                                              | Amichevole                                                           | 3                                                                    | [ 89 ]                                                               |
| 30/08/2015                                                           | Trieste                                                              | Italia                                                               | 68 - 63                                                              | Russia                                                               | Amichevole                                                           | 32                                                                   | [ 90 ]                                                               |
| 05/09/2015                                                           | Berlino                                                              | Italia                                                               | 87 - 89                                                              | Turchia                                                              | EuroBasket 2015 - Fase a gironi                                      | 33                                                                   | [ 91 ]                                                               |
| 06/09/2015                                                           | Berlino                                                              | Italia                                                               | 71 - 64                                                              | Islanda                                                              | EuroBasket 2015 - Fase a gironi                                      | 4                                                                    | [ 92 ]                                                               |
| 08/09/2015                                                           | Berlino                                                              | Italia                                                               | 105 - 98                                                             | Spagna                                                               | EuroBasket 2015 - Fase a gironi                                      | 29                                                                   | [ 93 ]                                                               |
| 09/09/2015                                                           | Berlino                                                              | Germania                                                             | 82 - 89 dts                                                          | Italia                                                               | EuroBasket 2015 - Fase a gironi                                      | 25                                                                   | [ 94 ]                                                               |
| 10/09/2015                                                           | Berlino                                                              | Italia                                                               | 82 - 101                                                             | Serbia                                                               | EuroBasket 2015 - Fase a gironi                                      | 14                                                                   | [ 95 ]                                                               |
| 13/09/2015                                                           | Lilla                                                                | Italia                                                               | 82 - 52                                                              | Israele                                                              | EuroBasket 2015 - Ottavi                                             | 6                                                                    | [ 96 ]                                                               |
| 16/09/2015                                                           | Lilla                                                                | Italia                                                               | 85 - 95 dts                                                          | Lituania                                                             | EuroBasket 2015 - Quarti                                             | 17                                                                   | [ 97 ]                                                               |
| 17/09/2015                                                           | Lilla                                                                | Rep. Ceca                                                            | 70 - 85                                                              | Italia                                                               | EuroBasket 2015 - Gara 5º posto                                      | 15                                                                   | [ 98 ]                                                               |
| 17/06/2016                                                           | Trento                                                               | Italia                                                               | 78 - 48                                                              | Rep. Ceca                                                            | Torneo amichevole                                                    | 4                                                                    | [ 99 ]                                                               |
| 18/06/2016                                                           | Trento                                                               | Italia                                                               | 87 - 51                                                              | Cile                                                                 | Torneo amichevole                                                    | 17                                                                   | [ 100 ]                                                              |
| 25/06/2016                                                           | Bologna                                                              | Italia                                                               | 106 - 70                                                             | Filippine                                                            | Torneo amichevole                                                    | 20                                                                   | [ 101 ]                                                              |
| 26/06/2016                                                           | Bologna                                                              | Italia                                                               | 71 - 74                                                              | Canada                                                               | Torneo amichevole                                                    | 16                                                                   | [ 102 ]                                                              |
| 30/06/2016                                                           | Biella                                                               | Italia                                                               | 83 - 70                                                              | Porto Rico                                                           | Amichevole                                                           | 18                                                                   | [ 103 ]                                                              |
| 04/07/2016                                                           | Torino                                                               | Italia                                                               | 68 - 41                                                              | Tunisia                                                              | Qual. Olimpiadi 2016                                                 | 6                                                                    | [ 104 ]                                                              |
| 05/07/2016                                                           | Torino                                                               | Italia                                                               | 67 - 60                                                              | Croazia                                                              | Qual. Olimpiadi 2016                                                 | 12                                                                   | [ 105 ]                                                              |
| 08/07/2016                                                           | Torino                                                               | Italia                                                               | 79 - 54                                                              | Messico                                                              | Qual. Olimpiadi 2016                                                 | 15                                                                   | [ 106 ]                                                              |
| 09/07/2016                                                           | Torino                                                               | Italia                                                               | 78 - 84 dts                                                          | Croazia                                                              | Qual. Olimpiadi 2016                                                 | 12                                                                   | [ 107 ]                                                              |
| 29/07/2017                                                           | Trento                                                               | Italia                                                               | 96 - 36                                                              | Bielorussia                                                          | Torneo amichevole                                                    | 10                                                                   | [ 108 ]                                                              |
| 30/07/2017                                                           | Trento                                                               | Italia                                                               | 66 - 57                                                              | Paesi Bassi                                                          | Torneo amichevole                                                    | 5                                                                    | [ 109 ]                                                              |
| 23/08/2019                                                           | Shenyang                                                             | Italia                                                               | 65 - 71                                                              | Serbia                                                               | Torneo amichevole                                                    | 11                                                                   | [ 110 ]                                                              |
| 25/08/2019                                                           | Shenyang                                                             | Italia                                                               | 80 - 82                                                              | Francia                                                              | Torneo amichevole                                                    | 15                                                                   | [ 111 ]                                                              |
| 26/08/2019                                                           | Anshan                                                               | Italia                                                               | 82 - 88                                                              | Nuova Zelanda                                                        | Torneo amichevole                                                    | 22                                                                   | [ 112 ]                                                              |
| 31/08/2019                                                           | Foshan                                                               | Italia                                                               | 108 - 62                                                             | Filippine                                                            | Mondiali 2019 - 1ª fase a gironi                                     | 16                                                                   | [ 113 ]                                                              |
| 02/09/2019                                                           | Foshan                                                               | Italia                                                               | 92 - 61                                                              | Angola                                                               | Mondiali 2019 - 1ª fase a gironi                                     | 7                                                                    | [ 114 ]                                                              |
| 04/09/2019                                                           | Foshan                                                               | Italia                                                               | 77 - 92                                                              | Serbia                                                               | Mondiali 2019 - 1ª fase a gironi                                     | 26                                                                   | [ 115 ]                                                              |
| 06/09/2019                                                           | Wuhan                                                                | Italia                                                               | 60 - 67                                                              | Spagna                                                               | Mondiali 2019 - 2ª fase a gironi                                     | 15                                                                   | [ 116 ]                                                              |
| 08/09/2019                                                           | Wuhan                                                                | Italia                                                               | 94 - 89 dts                                                          | Porto Rico                                                           | Mondiali 2019 - 2ª fase a gironi                                     | 22                                                                   | [ 117 ]                                                              |
| 25/07/2021                                                           | Saitama                                                              | Germania                                                             | 82 - 92                                                              | Italia                                                               | Olimpiadi 2021 - Fase a gironi                                       | 18                                                                   | [ 118 ]                                                              |
| 28/07/2021                                                           | Saitama                                                              | Italia                                                               | 83 - 86                                                              | Australia                                                            | Olimpiadi 2021 - Fase a gironi                                       | 5                                                                    | [ 119 ]                                                              |
| 31/07/2021                                                           | Saitama                                                              | Italia                                                               | 80 - 71                                                              | Nigeria                                                              | Olimpiadi 2021 - Fase a gironi                                       | 3                                                                    | [ 120 ]                                                              |
| 03/08/2021                                                           | Saitama                                                              | Italia                                                               | 75 - 84                                                              | Francia                                                              | Olimpiadi 2021 - Quarti di finale                                    | 21                                                                   | [ 121 ]                                                              |
| 12/08/2022                                                           | Bologna                                                              | Italia                                                               | 78 - 79 dts                                                          | Francia                                                              | Amichevole                                                           | 13                                                                   | [ 122 ]                                                              |
| 16/08/2022                                                           | Montpellier                                                          | Francia                                                              | 100 - 68                                                             | Italia                                                               | Amichevole                                                           | 11                                                                   | [ 123 ]                                                              |
| 20/08/2022                                                           | Amburgo                                                              | Italia                                                               | 96 - 80                                                              | Rep. Ceca                                                            | Torneo amichevole                                                    | 2                                                                    | [ 124 ]                                                              |
| 24/08/2022                                                           | Riga                                                                 | Ucraina                                                              | 89 - 97                                                              | Italia                                                               | Qual. Mondiali 2023                                                  | 10                                                                   | [ 125 ]                                                              |
| 27/08/2022                                                           | Brescia                                                              | Italia                                                               | 91 - 84                                                              | Georgia                                                              | Qual. Mondiali 2023                                                  | 17                                                                   | [ 126 ]                                                              |
| 23/06/2024                                                           | Trento                                                               | Italia                                                               | 79 - 68                                                              | Georgia                                                              | Torneo amichevole                                                    | 13                                                                   | [ 127 ]                                                              |
| 25/06/2024                                                           | Madrid                                                               | Spagna                                                               | 84 - 87 dts                                                          | Italia                                                               | Amichevole                                                           | 16                                                                   | [ 128 ]                                                              |
| 03/07/2024                                                           | San Juan                                                             | Italia                                                               | 114 - 53                                                             | Bahrein                                                              | Qual. Olimpiadi 2024                                                 | 14                                                                   | [ 129 ]                                                              |
| 05/07/2024                                                           | San Juan                                                             | Porto Rico                                                           | 80 - 69                                                              | Italia                                                               | Qual. Olimpiadi 2024                                                 | 14                                                                   | [ 130 ]                                                              |
| 07/07/2024                                                           | San Juan                                                             | Italia                                                               | 64 - 88                                                              | Lituania                                                             | Qual. Olimpiadi 2024                                                 | 15                                                                   | [ 131 ]                                                              |
| Totale                                                               |                                                                      | Presenze                                                             | 77                                                                   |                                                                      | Punti                                                                | 1.096                                                                |                                                                      |

### Record individuali
Di seguito i record individuali in una singola partita di Danilo Gallinari.
| Statistica       | Serie A                                | Eurolega                                   | NBA                                   |
| ---------------- | -------------------------------------- | ------------------------------------------ | ------------------------------------- |
| Punti            | 29 Teramo-Milano, 20 gennaio 2008      | 27 Maccabi-Milano, 24 gennaio 2008         | 47 Denver-Dallas, 10 aprile 2015      |
| Rimbalzi         | 11 2 volte                             | 7 Le Mans-Milano, 6 dicembre 2007          | 18 Clippers-Nuggets, 24 novembre 2015 |
| Assist           | 3 11 volte                             | 5 Le Mans-Milano, 6 dicembre 2007          | 8 Warriors-Knicks, 2 aprile 2010      |
| Stoppate         | 3 Milano-Virtus Bologna, 6 giugno 2007 | 2 Aris Salonicco-Milano, 22 novembre 2007  | 4 2 volte                             |
| Palle recuperate | 6 2 volte                              | 4 Aris Salonicco-Milano, 22 novembre 2007  | 5 Nuggets-Lakers, 1º gennaio 2012     |
| Minuti giocati   | 40 5 volte                             | 38 Lietuvos Rytas-Milano, 12 dicembre 2007 | 52 Pistons-Knicks, 28 novembre 2010   |
| Tiri liberi      | 14 Teramo-Milano, 20 gennaio 2008      |                                            | 18/18 Nuggets-Bulls, 5 febbraio 2016  |
| Triple segnate   |                                        |                                            | 10 Celtics-Hawks, 24 febbraio 2021    |

## Palmarès

### Club
- Campionato portoricano: 1

Vaqueros de Bayamón: 2025

### Individuale
- Miglior Under-22 della Serie A: 2

2007, 2008
- MVP Serie A: 1

2008
- Euroleague Rising Star Trophy: 1

2007-2008
- MVP NBA Africa Game: 1

2018
- MVP Finali Campionato Portoricano: 1

2025

## Opere
- Danilo Gallinari, Da zero a otto, Libreria dello sport, 2010, ISBN 978-88-61-27030-5.